# غريرس فيري
غريرس فيري (بالإنجليزية: Greers Ferry, Arkansas)‏ هي مدينة تقع في مقاطعة كليبورن، أركنسو بولاية أركنساس في الولايات المتحدة. تبلغ مساحة هذه المدينة 18.5 (كم²)، وترتفع عن سطح البحر 184 م، بلغ عدد سكانها 930 نسمة في عام 2000 حسب إحصاء مكتب تعداد الولايات المتحدة.

## التركيبة السكانية
حدّد مكتب تعداد الولايات المتحدة بيانات التركيبة السكانية لغريرس فيري في تعداد الولايات المتحدة. في ما يلي، التركيبة السكانية حسب تعدادي 2000 و2010.

### تعداد عام 2000
بلغ عدد سكان غريرس فيري 930 نسمة بحسب تعداد عام 2000، وبلغ عدد الأسر 398 أسرة وعدد العائلات 301 عائلة مقيمة في المدينة. في حين سجلت الكثافة السكانية 49.7 نسمة لكل كيلومتر مربع (128.7/ميل2). وبلغ عدد الوحدات السكنية 664 وحدة بمتوسط كثافة قدره 35.5 لكل كيلومتر مربع (91.9/ميل2).
وتوزع التركيب العرقي للمدينة بنسبة 97.31% من البيض و0.11% من الأمريكيين الأفارقة و0.11% من الأمريكيين الأصليين و0.22% من الأمريكيين ذوي الأصول الآسيوية و0.22% من الأعراق الأخرى و2.04% من عرقين مختلطين أو أكثر و1.18% من الهسبانيون أو اللاتينيون من أي عرق.
بلغ عدد الأسر 398 أسرة كانت نسبة 26.9% منها لديها أطفال تحت سن الثامنة عشر تعيش معهم، وبلغت نسبة الأزواج القاطنين مع بعضهم البعض 65.3% من أصل المجموع الكلي للأسر، ونسبة 7% من الأسر كان لديها معيلات من الإناث دون وجود شريك،  بينما كانت نسبة 3.3% من الأسر لديها معيلون من الذكور دون وجود شريكة وكانت نسبة 24.4% من غير العائلات. تألفت نسبة 21.1% من أصل جميع الأسر من عدة أفراد يعيشون في نفس المنزل ونسبة 11.6% كانت تتألف من شخص يعيش بمفرده يبلغ من العمر 65 عاماً أو أكثر. وبلغ متوسط حجم الأسرة المعيشية 2.34، أما متوسط حجم العائلات فبلغ 2.65.
بلغ العمر الوسطي للسكان 48.4 عاماً. وكانت نسبة 20.3% من القاطنين تحت سن الثامنة عشر، وكانت نسبة 5.1% بين الثامنة عشر والرابعة والعشرين عاماً، ونسبة 21.3% كانت واقعةً في الفئة العمرية ما بين الخامسة والعشرين والرابعة والأربعين عاماً، ونسبة 26.6% كانت ما بين الخامسة والأربعين والرابعة والستين، ونسبة 26.8% كانت ضمن فئة الخامسة والستين عاماً فما فوق. يوجد لكل 100 أنثى 99.6 ذكر، ويوجد لكل 100 أنثى في الثامنة عشر من عمرها فما فوق 96.0 ذكر.
بلغ متوسط دخل الأسرة في المدينة 30,238 دولارًا، أما متوسط دخل العائلة فبلغ 32,344 دولارًا. وكان متوسط دخل الذكور 24,200 دولارًا مقابل 16,250 دولارًا للإناث. وسجل دخل الفرد الخاص بالمدينة 16,496 دولارًا. وكانت نسبة 12% من العائلات ونسبة 16% من السكان تحت خط الفقر، وكان من هؤلاء نسبة 29.1% تحت سن الثامنة عشر ونسبة 8.2% في الخامسة والستين من العمر وما فوق.

### تعداد عام 2010
بلغ عدد سكان غريرس فيري 891 نسمة بحسب تعداد عام 2010، وبلغ عدد الأسر 416 أسرة وعدد العائلات 275 عائلة مقيمة في المدينة. في حين سجلت الكثافة السكانية 47.6 نسمة لكل كيلومتر مربع (123.3/ميل2). وبلغ عدد الوحدات السكنية 820 وحدة بمتوسط كثافة قدره 43.8 لكل كيلومتر مربع (113.4/ميل2).
وتوزع التركيب العرقي للمدينة بنسبة 98.09% من البيض و0.22% من الأمريكيين الأصليين و0.22% من الأمريكيين ذوي الأصول الآسيوية و1.01% من الأعراق الأخرى و0.45% من عرقين مختلطين أو أكثر و2.58% من الهسبانيون أو اللاتينيون من أي عرق.
بلغ عدد الأسر 416 أسرة كانت نسبة 21.2% منها لديها أطفال تحت سن الثامنة عشر تعيش معهم، وبلغت نسبة الأزواج القاطنين مع بعضهم البعض 51.9% من أصل المجموع الكلي للأسر، ونسبة 9.1% من الأسر كان لديها معيلات من الإناث دون وجود شريك،  بينما كانت نسبة 5% من الأسر لديها معيلون من الذكور دون وجود شريكة وكانت نسبة 33.9% من غير العائلات. تألفت نسبة 27.9% من أصل جميع الأسر من عدة أفراد يعيشون في نفس المنزل ونسبة 14.4% كانت تتألف من شخص يعيش بمفرده يبلغ من العمر 65 عاماً أو أكثر. وبلغ متوسط حجم الأسرة المعيشية 2.14، أما متوسط حجم العائلات فبلغ 2.57.
بلغ العمر الوسطي للسكان 50.5 عاماً. وكانت نسبة 14.4% من القاطنين تحت سن الثامنة عشر، وكانت نسبة 8.5% بين الثامنة عشر والرابعة والعشرين عاماً، ونسبة 19.1% كانت واقعةً في الفئة العمرية ما بين الخامسة والعشرين والرابعة والأربعين عاماً، ونسبة 28.1% كانت ما بين الخامسة والأربعين والرابعة والستين، ونسبة 30% كانت ضمن فئة الخامسة والستين عاماً فما فوق. وتوزع التركيب الجنسي للسكان بنسبة 49.6% ذكور و50.4% إناث.

## وصلات خارجية
- The US50 - Cities and Towns in Arkansas State
- 2012 United States Census Estimate